# 1992 في اليابان
فيما يلي قوائم الأحداث التي وقعت خلال عام 1992 في اليابان.

## أحداث
- 1 يناير – السيف القاطع

## سياسة

### تعيين في المنصب
- 26 يوليو – يوريكو كويكي عضو مجلس المستشارين.
- 12 ديسمبر – جونيتشيرو كويزومي Minister of Posts and Telecommunications  [لغات أخرى]‏.

### انتهاء فترة المنصب
- 12 ديسمبر – تسوتومو هاتا وزير المالية.

## رياضة
- 1 يناير – كأس آسيا 1992
- 25 أكتوبر – جائزة اليابان الكبرى 1992 الفائز ريكاردو باتريس.

## أفلام
من الأفلام التي صدرت هذه السنة في اليابان:
- 1 يناير – بوركو روسو من إخراج هاياو ميازاكي.
- 1 يناير – دراغون بول زد: اصطدام: قوة 10 بلايين مقاتل من إخراج Daisuke Nishio [الإنجليزية]‏.
- 1 يناير – روبي القاهرة من إخراج غرايم كليفورد.
- 2 سبتمبر – لعبة البكاء من إخراج نيل جوردن.

## برامج ومسلسلات وأنمي
- وادي الأمان
- السيف القاطع

## كتب
من الكتب التي صدرت هذه السنة في اليابان:
- 1 يناير – كاندي كاندي من تأليف Kyoko Mizuki [الإنجليزية]‏.
- 1 يناير – هذا كل ما تستحقه من تأليف ميوكي ميابي.

## مواليد

### يناير
- 8 يناير – يوتا إيناغاكي لاعب كرة قدم ياباني.
- 11 يناير – كيجيرو فوجييوشي لاعب كرة قدم ياباني.
- 17 يناير – جون كاماتا لاعب كرة قدم ياباني.
- 20 يناير – يوتا تسونامي لاعب كرة قدم ياباني.
- 21 يناير – جونيتشي كونو لاعب كرة قدم ياباني.
- 31 يناير – إيسوكي فوجيشيما لاعب كرة قدم ياباني.

### فبراير
- 1 فبراير – ماو إيتشيميتشي
- 4 فبراير – نوبويوكي كاواشيما لاعب كرة قدم ياباني.
- 6 فبراير – ماساتو ناكاياما لاعب كرة قدم ياباني.
- 8 فبراير – تاتسويا أوتشيدا لاعب كرة قدم ياباني.
- 9 فبراير – تاكاكي ناكاجامي متسابق دراجات نارية ياباني.
- 9 فبراير – هاروكي ياماأتشي لاعب كرة قدم ياباني.
- 15 فبراير – تاكانوري مياكي لاعب كرة قدم ياباني.
- 17 فبراير – ميناتو يوشيدا لاعب كرة قدم ياباني.
- 18 فبراير – تاكوما كورودا لاعب كرة قدم ياباني.
- 19 فبراير – ماسايتو موتشيزوكي لاعب كرة قدم ياباني.
- 22 فبراير – تاكاكي فوكوميتسو لاعب كرة قدم ياباني.
- 25 فبراير – ريوتا ساكاتا لاعب كرة قدم ياباني.
- 25 فبراير – كينتو سوغينو لاعب كرة قدم ياباني.

### مارس
- 6 مارس – تاكويا ميهاشي لاعب كرة قدم ياباني.
- 11 مارس – ناو توياما
- 13 مارس – ياسوهيرو فوكودا لاعب كرة قدم ياباني.
- 17 مارس – تاكاماسا يامازاكي لاعب كرة قدم ياباني.
- 20 مارس – هيروشي فوتامي لاعب كرة قدم ياباني.
- 22 مارس – ناو إجوشي لاعب كرة قدم ياباني.
- 24 مارس – تايكي تاموكاي لاعب كرة قدم ياباني.
- 25 مارس – دايكي ياماموتو لاعب كرة قدم ياباني.
- 27 مارس – آوي يوكي
- 29 مارس – كيسوكي تاناب لاعب كرة قدم ياباني.
- 30 مارس – هاياتو إكيكيا لاعب كرة قدم ياباني.

### أبريل
- 3 أبريل – كوكي ماتسوزاوا لاعب كرة قدم ياباني.
- 4 أبريل – شو ماتسوموتو لاعب كرة قدم ياباني.
- 5 أبريل – شنتارو كرامايا لاعب كرة قدم ياباني.
- 6 أبريل – كينغو كوتاني لاعب كرة قدم ياباني.
- 7 أبريل – كولن كيرولان لاعب كرة قدم ياباني.
- 7 أبريل – نايل كيرولان لاعب كرة قدم ياباني.
- 9 أبريل – ماساتو ساساكي لاعب كرة قدم ياباني.
- 12 أبريل – تومويا ناكانيشي لاعب كرة قدم ياباني.
- 12 أبريل – سوجورو أسانوما لاعب كرة قدم ياباني.
- 15 أبريل – دايتشي هاكاكو لاعب كرة قدم ياباني.
- 16 أبريل – هيروكي هيجوتشي لاعب كرة قدم ياباني.
- 18 أبريل – ميسا إجوشي لاعبة كرة مضرب يابانية.
- 23 أبريل – ماكوتو شيباهارا لاعب كرة قدم ياباني.
- 24 أبريل – يوكي كوباياشي لاعب كرة قدم ياباني.
- 25 أبريل – ريوهيإي أوكازاكي لاعب كرة قدم ياباني.
- 26 أبريل – تاكاشي كوندو لاعب كرة قدم ياباني.
- 27 أبريل – ماسانوبو ماتسوفوج لاعب كرة قدم ياباني.
- 28 أبريل – كوتارو أوموري لاعب كرة قدم ياباني.
- 28 أبريل – ماسانوبو كوماكي لاعب كرة قدم ياباني.
- 30 أبريل – كينغو كيتازومي لاعب كرة قدم ياباني.

### مايو
- 1 مايو – اكيتو فوكودا لاعب كرة قدم ياباني.
- 2 مايو – كيوسوكي ناريتا لاعب كرة قدم ياباني.
- 3 مايو – تاكوتو هاراغوتشي لاعب كرة قدم ياباني.
- 4 مايو – شوجو أوماتشي لاعب كرة قدم ياباني.
- 5 مايو – تايسوكي ميازاكي لاعب كرة قدم ياباني.
- 5 مايو – يوسوكي ميكامي لاعب كرة قدم ياباني.
- 6 مايو – تاكاشي أوسامي لاعب كرة قدم ياباني.
- 8 مايو – شوجو شيموهاتا لاعب كرة قدم ياباني.
- 12 مايو – يوسوكي هوشينو لاعب كرة قدم ياباني.
- 14 مايو – سو موريتا لاعب كرة قدم ياباني.
- 15 مايو – ريو نيشيو لاعب كرة قدم ياباني.
- 16 مايو – هاياتو ناكاما لاعب كرة قدم ياباني.
- 17 مايو – ريويكي ميورا لاعب كرة قدم ياباني.
- 20 مايو – كوكي ناكامورا لاعب كرة قدم ياباني.
- 21 مايو – شوما دوي لاعب كرة قدم ياباني.
- 22 مايو – ريوإيتشي كاوازو لاعب كرة قدم ياباني.
- 26 مايو – يوسوكي كاوااغيشي لاعب كرة قدم ياباني.
- 28 مايو – غاكو شيباساكي لاعب كرة قدم ياباني.
- 28 مايو – كينشيرو تانيأوكو لاعب كرة قدم ياباني.
- 29 مايو – كويا تانيأو لاعب كرة قدم ياباني.
- 29 مايو – كي مونهتشيكا لاعب كرة قدم ياباني.
- 31 مايو – دإي تاكيوتشي لاعب كرة قدم ياباني.
- 31 مايو – واتارو أوساكا لاعب كرة قدم ياباني.

### يونيو
- 6 يونيو – يوشياكي كاماي لاعب كرة قدم ياباني.
- 7 يونيو – ناوتو نوغوتشي لاعب كرة قدم ياباني.
- 8 يونيو – تاكاهايدي أوميباتشي لاعب كرة قدم ياباني.
- 8 يونيو – كازوكي تاتشيبانا لاعب كرة قدم ياباني.
- 9 يونيو – تاتسويا تاناكا لاعب كرة قدم ياباني.
- 11 يونيو – شيكتو ماسودا لاعب كرة قدم ياباني.
- 12 يونيو – تايكي موراي لاعب كرة قدم ياباني.
- 17 يونيو – ميلان كاب لاعب كرة قدم ياباني.
- 18 يونيو – تاكويا أوكاموتو لاعب كرة قدم ياباني.
- 23 يونيو – ناوتو هيراإيشي لاعب كرة قدم ياباني.
- 24 يونيو – كوتا لسمشيما لاعب كرة قدم ياباني.
- 25 يونيو – سنا ينامي لاعب كرة قدم ياباني.
- 26 يونيو – كينتا هيروسي لاعب كرة قدم ياباني.
- 30 يونيو – تاكافومي شيميزو لاعب كرة قدم ياباني.

### يوليو
- 1 يوليو – كييتا فوروساوا لاعب كرة قدم ياباني.
- 2 يوليو – تيتسوتا نجاشيما متسابق دراجات نارية ياباني.
- 2 يوليو – يوجي ساساكي لاعب كرة قدم ياباني.
- 2 يوليو – يوكي كاغاوا لاعب كرة قدم ياباني.
- 6 يوليو – كينتارو غينز لاعب كرة قدم ياباني.
- 7 يوليو – تايكي كيكونو لاعب كرة قدم ياباني.
- 7 يوليو – يوجي إييدا لاعب كرة قدم ياباني.
- 12 يوليو – آنا إيشيباشي
- 14 يوليو – تاكو أوشيينوهام لاعب كرة قدم ياباني.
- 14 يوليو – كيجيرو أوغوا لاعب كرة قدم ياباني.
- 15 يوليو – سيا أندو لاعب كرة سلة ياباني.
- 15 يوليو – كسومي كوهارو مغنية يابانية.
- 15 يوليو – هيروكي أونو متسابق دراجات نارية ياباني.
- 15 يوليو – يوشينوري موتو لاعب كرة قدم ياباني.
- 18 يوليو – يوسوكي كوموتا لاعب كرة قدم ياباني.
- 23 يوليو – يوما هيروكي لاعب كرة قدم ياباني.
- 27 يوليو – تروهيتو ناكاغاوا لاعب كرة قدم ياباني.
- 27 يوليو – كوتا هوشي لاعب كرة قدم ياباني.
- 27 يوليو – يوجي هوشي لاعب كرة قدم ياباني.
- 29 يوليو – كيوسوكي غوتو لاعب كرة قدم ياباني.
- 30 يوليو – شوتو كوجيما لاعب كرة قدم ياباني.

### أغسطس
- 4 أغسطس – ريو مياموتو لاعب كرة قدم ياباني.
- 5 أغسطس – سوتارو إيزومي لاعب كرة قدم ياباني.
- 5 أغسطس – ياسوتاكا يوشياما لاعب كرة مضرب ياباني.
- 6 أغسطس – ساوري أونيشي مؤدّية صوت يابانية.
- 7 أغسطس – تاكومي ميايوشي لاعب كرة قدم ياباني.
- 7 أغسطس – ريوسوكي تادا لاعب كرة قدم ياباني.
- 7 أغسطس – ماساأكي موراكامي لاعب كرة قدم ياباني.
- 10 أغسطس – أري أوزاوا مؤدّية صوت يابانية.
- 10 أغسطس – أكيهيتو أوزاوا لاعب كرة قدم ياباني.
- 11 أغسطس – شوهي ماتسوبارا لاعب كرة قدم ياباني.
- 18 أغسطس – طوكيو واتاموتو لاعب كرة قدم ياباني.
- 20 أغسطس – مي شيرايشي
- 20 أغسطس – ياسوماسا كاواساكي لاعب كرة قدم ياباني.
- 22 أغسطس – كينزو نامبو لاعب كرة قدم ياباني.
- 23 أغسطس – شنتارو شيميزو لاعب كرة قدم ياباني.
- 23 أغسطس – كينتو دوداته لاعب كرة قدم ياباني.
- 24 أغسطس – هيرونوبو يوشيزكي لاعب كرة قدم ياباني.
- 26 أغسطس – تروكي تاناكا لاعب كرة قدم ياباني.
- 27 أغسطس – أيامي غوريكي
- 29 أغسطس – ناويا فوكوموري لاعب كرة قدم ياباني.
- 31 أغسطس – هاياتو ماين لاعب كرة قدم ياباني.

### سبتمبر
- 3 سبتمبر – ساتشي إيشيزو لاعبة كرة مضرب يابانية.
- 8 سبتمبر – كوكي تاكيناكا لاعب كرة قدم ياباني.
- 10 سبتمبر – تومويا فوكودا لاعب كرة قدم ياباني.
- 11 سبتمبر – سييتشيرو ياماشيتا مؤدّي صوت ياباني.
- 11 سبتمبر – يوشينوري سوزوكي لاعب كرة قدم ياباني.
- 12 سبتمبر – شوما كوسوموتو لاعب كرة قدم ياباني.
- 18 سبتمبر – أتسوشي كاواتا لاعب كرة قدم ياباني.
- 18 سبتمبر – يوتا إيتو لاعب كرة قدم ياباني.
- 20 سبتمبر – ريوغو يامازاكي لاعب كرة قدم ياباني.
- 21 سبتمبر – يوما أوتشيدا مؤدّي صوت ياباني.
- 25 سبتمبر – تاتسويا كوماجاي لاعب كرة قدم ياباني.
- 25 سبتمبر – يوسوكي كاميغكاتا لاعب كرة قدم ياباني.
- 29 سبتمبر – شوتا تاجما لاعب كرة قدم ياباني.
- 30 سبتمبر – كي إيشيكاوا لاعب كرة قدم ياباني.
- 30 سبتمبر – يوجيرو هاراغوتشي لاعب كرة قدم ياباني.

### أكتوبر
- 4 أكتوبر – ياسوهيرو واتانابي لاعب كرة قدم ياباني.
- 5 أكتوبر – هيروكي أوكادا لاعب كرة قدم ياباني.
- 7 أكتوبر – تاكاشي أكياما لاعب كرة قدم ياباني.
- 10 أكتوبر – هيروشي أورا لاعب كرة قدم ياباني.
- 16 أكتوبر – ريكا اداتشي ممثلة يابانية.
- 16 أكتوبر – وتو سوزوكي لاعب كرة قدم ياباني.
- 18 أكتوبر – ماكيتو إيتو لاعب كرة قدم ياباني.
- 20 أكتوبر – ماكيتو يوشيدا لاعب كرة قدم ياباني.
- 22 أكتوبر – توموكي تانيكتشي لاعب كرة قدم ياباني.
- 23 أكتوبر – كينتا أنراكو لاعب كرة قدم ياباني.
- 24 أكتوبر – ريوهيإي ناوتهاما لاعب كرة قدم ياباني.
- 30 أكتوبر – كيوهي يوميساكي لاعب كرة قدم ياباني.

### نوفمبر
- 4 نوفمبر – هيروكي ناكادا لاعب كرة قدم ياباني.
- 5 نوفمبر – كيوهي أوتشيدا لاعب كرة قدم ياباني.
- 9 نوفمبر – نوريوشي ساكاي لاعب كرة قدم ياباني.
- 12 نوفمبر – آي أوهارا
- 17 نوفمبر – تاكايوشي إيشيهارا لاعب كرة قدم ياباني.
- 18 نوفمبر – كنيو سوغيموتو لاعب كرة قدم ياباني.
- 20 نوفمبر – شو هيراماتسو لاعب كرة قدم ياباني.
- 22 نوفمبر – يو تامورا لاعب كرة قدم ياباني.
- 24 نوفمبر – شون أوبو لاعب كرة قدم ياباني.
- 25 نوفمبر – توشييا تاكاجي لاعب كرة قدم ياباني.
- 25 نوفمبر – ريوتارو شيباتا لاعب كرة قدم ياباني.
- 28 نوفمبر – ميتو سانتوس لاعب كرة قدم ياباني.

### ديسمبر
- 8 ديسمبر – ساتورو أوكي لاعب كرة قدم ياباني.
- 9 ديسمبر – يوشياكي تاكاجي لاعب كرة قدم ياباني.
- 11 ديسمبر – غن شوجي لاعب كرة قدم ياباني.
- 12 ديسمبر – سيجي شيندو لاعب كرة قدم ياباني.
- 13 ديسمبر – يوكي هوريغومي لاعب كرة قدم ياباني.
- 14 ديسمبر – ريو ميايتشي لاعب كرة قدم ياباني.
- 16 ديسمبر – اكيتو فوكوموري لاعب كرة قدم ياباني.
- 18 ديسمبر – تاكويا فوجيوارا لاعب كرة قدم ياباني.
- 18 ديسمبر – تايسوكي كونو لاعب كرة قدم ياباني.
- 18 ديسمبر – هيرويا يزومي لاعب كرة قدم ياباني.
- 19 ديسمبر – ريوتارو كاروبي لاعب كرة قدم ياباني.
- 22 ديسمبر – يوجي أونو لاعب كرة قدم ياباني.
- 23 ديسمبر – كوجي تاكانو لاعب كرة قدم ياباني.
- 27 ديسمبر – جوني سايتو لاعب كرة قدم ياباني.
- 29 ديسمبر – هيديتو دوي لاعب كرة قدم ياباني.

## وفيات

### مارس
- 26 مارس – ريهي سانو (مواليد 1912) لاعبو كرة قدم يابانيون.

### أبريل
- 5 أبريل – تاكيشي إينو (مواليد 1928) لاعب كرة قدم ياباني.
- 25 أبريل – يوتاكا أوزاكي (مواليد 1965) موسيقي ياباني.

### مايو
- 27 مايو – ماتشيكو هاسيجاوا (مواليد 1920) مانغاكا يابانية.